# 六角堂 (北茨城市)

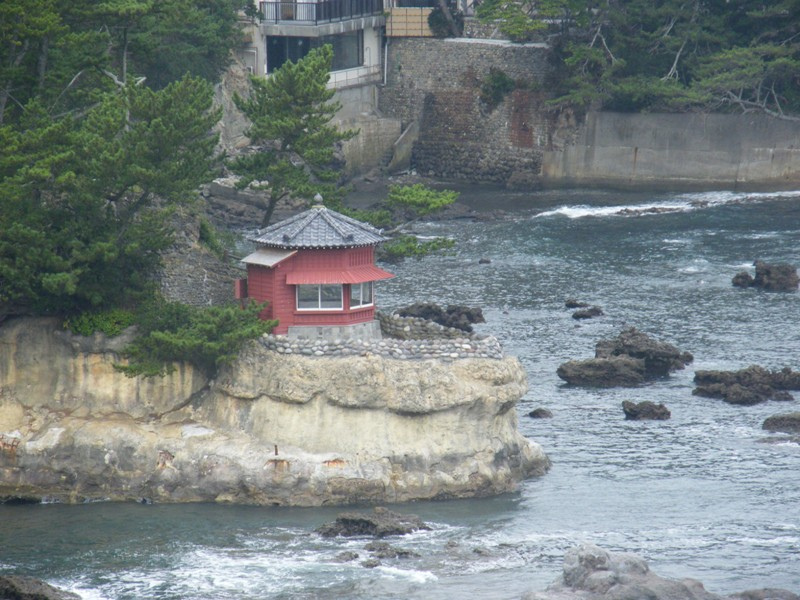
海側より撮影した再建前の六角堂（2008年10月）

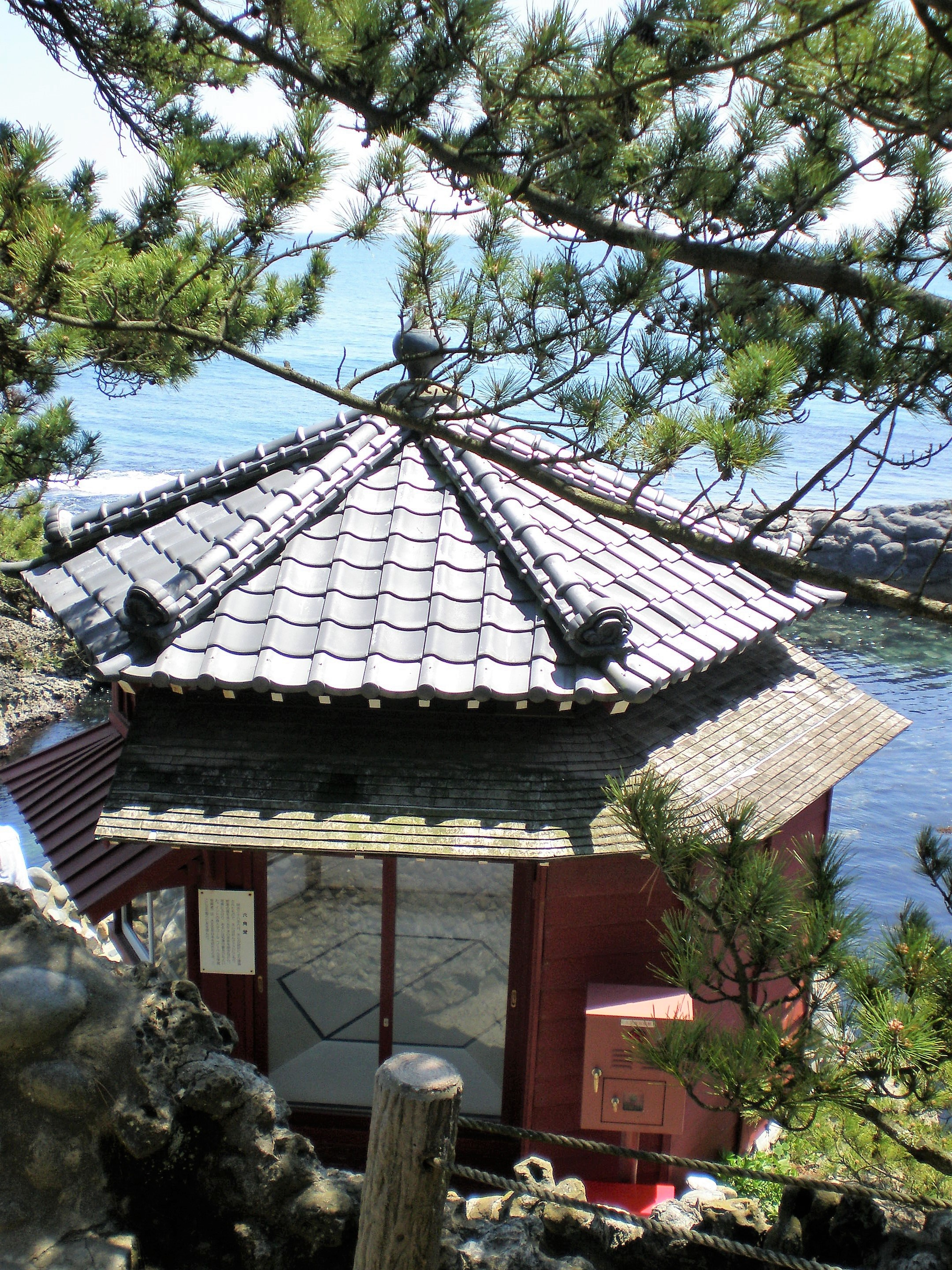
再建前の六角堂（2007年4月）

六角堂（ろっかくどう）は、茨城県北茨城市大津町五浦（いづら）にある六角形の建築物。明治時代に岡倉天心（岡倉覚三）が思索の場所として自ら設計したもので、茨城大学が管理する。五浦六角堂・五浦の六角堂とも称する。「関東の松島」の異名を持つ景勝地・五浦海岸の中でも優れた景観を示すところに建つ。岡倉天心旧宅・庭園及び大五浦・小五浦の一部として国の登録記念物に登録されている。
天心による六角堂は茨城大学美術文化研究所六角堂（いばらきだいがくびじゅつぶんかけんきゅうじょろっかくどう）の名称で国の登録有形文化財に登録されていたが、2011年（平成23年）3月11日に発生した東北地方太平洋沖地震（東日本大震災）に伴う津波の直撃を受け、土台のみを残して姿を消した。2012年（平成24年）4月17日に完成式が行われ、再建された。

## 概要
天心が1905年（明治38年）に自らの居宅から1段下った断崖に建設したもので、太平洋に突き出した岩上に建つ朱塗りの建物である。天心邸敷地内で最も眺望の優れた地に建つ。
天心自身は観瀾亭（かんらんてい）と呼んでいた。ここで天心は太平洋の波の音を聞きながら、思索にふけったという。天心亡き後は、天心の遺族や岡倉天心偉績顕彰会を経て、茨城大学の管理となった。創建から現在に至るまで、日本の美術界において一種の聖地としての役割を果たしてきた。
2011年（平成23年）の東日本大震災では津波による被害が甚大であったため、津波によって消失した六角堂は、文化財被災のシンボルとして受け止められた。消失の報を聞いた日本の美術館関係者、天心との縁があるアメリカ合衆国・ボストンのジャパン・ソサエティ関係者やインドの研究者らは茨城大学に見舞いの言葉や電子メールを寄せ、さまざまな人々が重要な施設であると認知していたことが、改めて浮き彫りとなった。

## 構造
地質学的には、炭酸塩コンクリーションと呼ばれる海中堆積物の隙間に局所的に炭酸カルシウムが濃集した非常に固い岩石の基盤上に建っている。

### 津波による消失前
面積は9 m2、仏堂と茶室を融合させた造りとなっていた。簡素な造りで、室内には何もなく、わずか四畳半ほどにもかかわらず、中に入った者に広いと感じさせたという。六角堂自体は、奈良県にある法隆寺の夢殿を模したもの、あるいは京都府の頂法寺（六角堂）を模したもの、さらに中国・四川省の成都市にある杜甫の草堂を模したものという説がある。茨城大学教育学部教授の小泉晋弥は、それらすべての影響を受けているとしている。

### 再建された六角堂
再建計画では、1辺が約1.8 mの六角形で、高さは約6.2 mとなる予定であった。ベンガラ彩色で、床は板張り、中央に六角形の炉が切られている。炉の下には六角形を作るために掘ったと見られる穴が保存されている。高さ約4.8 m、堂内床面積約10 m2である。海側に窓がある。
建築材料は各地から取り寄せ、2012年（平成24年）1月には福島県いわき市の男性が六角堂に使う杉の原木の寄付を申し出、同市の山林から切り出された。また2月29日、岡山県高梁市の西江邸は塗料のベンガラ2.5 kgを寄贈し、京都府長岡京市にある株式会社京都平安美術の河村悠介代表がベンガラ塗装技術を業者らに伝授した。瓦は愛知県から、ガラスはイギリスから仕入れ、コンクリートの土台を覆う御影石は久慈郡大子町のものを使用した。

## 歴史

### 六角堂の建設と日本美術院

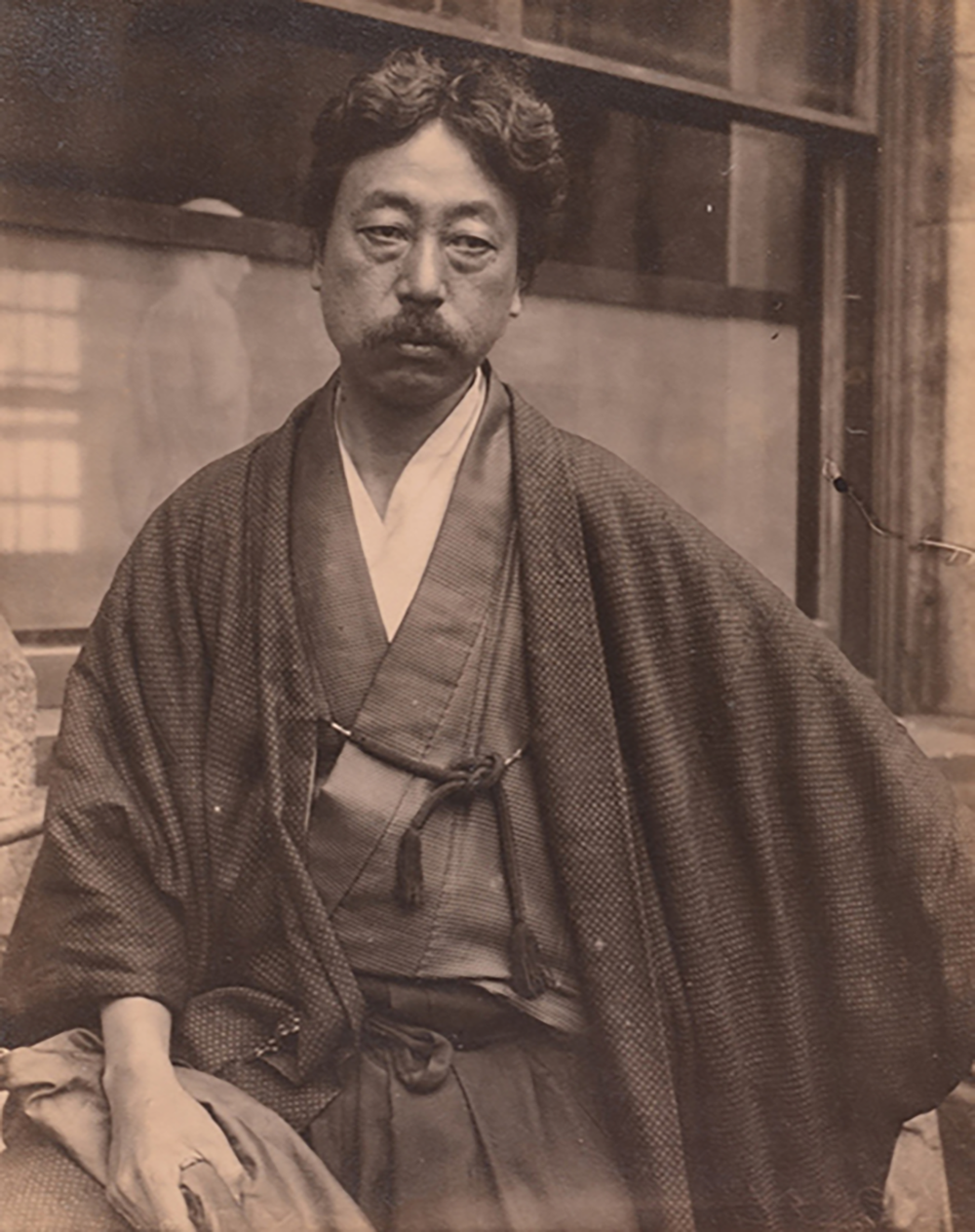
岡倉天心

1903年（明治36年）5月初旬、天心は画家の飛田周山（とびた しゅうざん）とともに福島県石城郡平町（現在のいわき市）にある景勝地・草野海岸（後の新舞子ビーチ）を訪れたが、天心は草野海岸を気に入らなかった。そして東京へ帰る方向になった時、茨城県多賀郡北中郷村（後の磯原町）出身の周山は天心に、草野の近くに五浦という人里離れた景勝地があると紹介し、五浦へ赴いた。五浦では周山の親戚である鳥居塚敏之輔が案内した。天心は一目見て五浦を気に入り、即座に別荘とすることを決めた。記録では同年7月に敏之輔の父と周山の父が購入した五浦の土地922坪（3042m2）が、8月1日付で岡倉覚三（天心の本名）名義となっている。そして同年、五浦に居宅を構えている。五浦を訪れた頃の天心は美術学校騒動によって東京美術学校を去り、日本美術院を創設して日本画に新しい風を吹かせているところであった。
1905年（明治38年）、天心は六角堂を建設する。天心が六角堂に付けた名前「観瀾亭」は「瀾（大波）を観る亭（東屋＝あずまや）」という意味である。創建当時は出窓や炉が存在したが、これらは後の改修で失われた。
1905年（明治38年）になると日本美術院は経営難となり、1906年（明治39年）には日本美術院を五浦へ移した。同年7月にはボストン美術館の日本美術候補生としてラングドン・ウォーナーが訪れ、天心邸に滞在した。同年11月には横山大観・菱田春草・木村武山・下村観山が家族を連れて五浦へ移住した。
日本美術院移転により、天心らの教えを仰ごうと日本各地から画家が訪れ、五浦の地は活況を呈した一方、荒涼とした当時の五浦に移った日本美術院を、世間は「朦朧派（もうろうは）の没落」、「日本美術院の都落ち」などと揶揄（やゆ）した。最初の頃こそ山海の自然を楽しみながらの園遊会や観月会を開催し名士が多数訪れていたが、次第に日本美術院は苦境に立たされ、横山大観は魚の安い五浦に住みながら、魚を買う金もなく、餓死寸前だったと回想している。こうした厳しい環境にありながら、第3回文展（文部省美術展覧会、現日展）に出品された大観の『流燈』など日本の近代美術史上に残る数々の名作を生み出した。
1907年（明治40年）4月4日には天心が東京市下谷区（現在の東京都台東区）から多賀郡大津町727番地の3（五浦）に本籍を移している。1908年（明治41年）になると、菱田春草と横山大観が相次いで東京へ戻り、木村武山・下村観山も五浦を留守にしがちとなった。このことから、日本美術院が五浦の地で活動を行ったのは、実質3年ほどだったと言われている。その後1913年（大正2年）に天心が没すると、日本美術院の五浦時代は終幕を迎えた。晩年の天心は世界を飛び回る忙しい中で五浦で静養し、その時は「五浦老人」などと自称しながら漁師の如く毎日海へ出て釣りを楽しんでいた。
天心と親交のあったインドの詩人・ラビンドラナート・タゴールは1916年（大正5年）8月に五浦を訪れ、天心の墓前で彼の思想が国境を越えて多くの若者に受け継がれていることを報告し、六角堂にて瞑想し、天心と五浦の海にまつわる詩を作っている。

### 茨城大学の施設へ

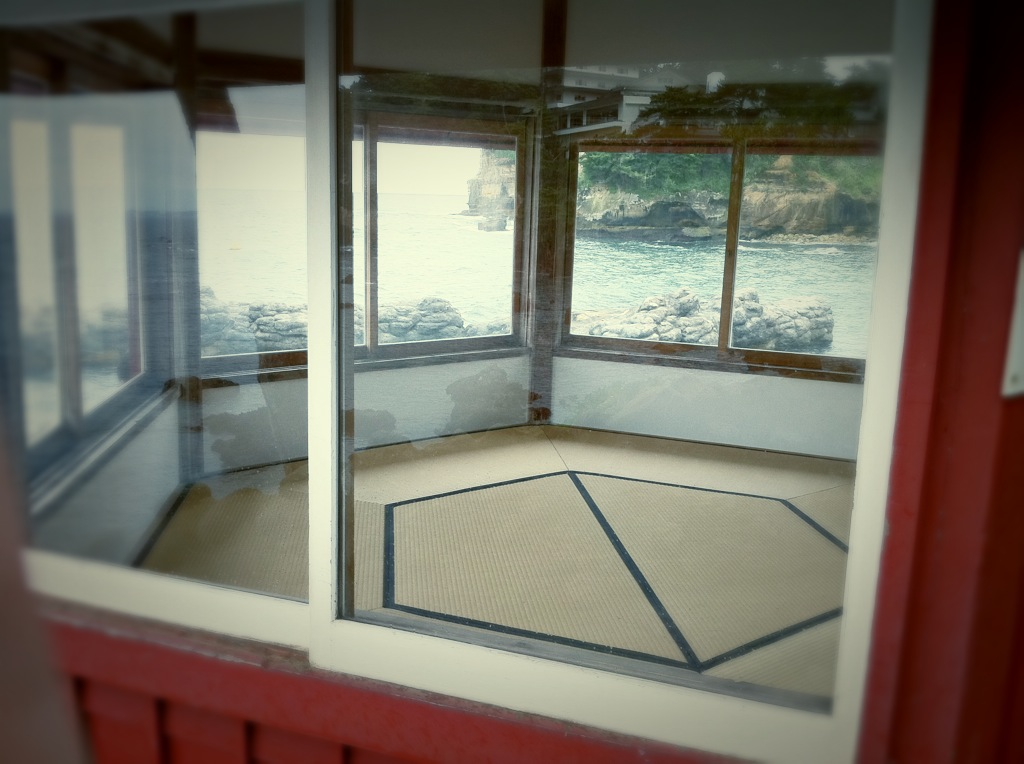
内部（2010年9月）

天心の没後は遺族が引き継いだが、1942年（昭和17年）に財団法人岡倉天心偉績顕彰会が設立され、管理者となった。1955年（昭和30年）、同会の会長であった横山大観は、しかるべき公的機関が管理すべきと考え、茨城大学に寄付を打診した。そして六角堂を含む五浦の天心遺跡3,143m2は、岡倉天心偉績顕彰会から茨城大学へ寄付され、五浦美術文化研究所となった。同研究所は岡倉天心遺跡の保存と天心に関する研究を目的とし、1963年（昭和38年）には天心記念館を設置した。同年、六角堂の改修を行っている。
1963年（昭和38年）、平櫛田中から「五浦釣人」の像の寄贈を受けたのを機に天心記念館が整備され、さらにこれを受けて天心の遺品などが多数寄贈された。1980年（昭和55年）には日本美術院研究所跡が観光資源財団等によって天心遺跡記念公園として整備、一般公開された。
六角堂はこの間、4度の改修が施され、創建当時とは異なる姿へと変わっていった。例えばガラス戸は、観光者の観覧利便性のためにアクリル板に変更された。1975年（昭和50年）4月に大岡信が訪れた際には、海側はガラス戸で陸側の白塗りになった一面は壁龕（へきがん、壁をへこませた構造）のようになっていた。1989年（平成元年）から1991年（平成3年）にかけて茨城県が海岸補強工事を行った際に六角堂の基礎と床板の補強を実施するが、後の津波で残されたのはこの時の工事で補修された部分であった。
2003年（平成15年）に歴史的景観を認められ、長屋門や岡倉天心旧居と同時に国の登録有形文化財となった。

### 震災と再建に向けた動き

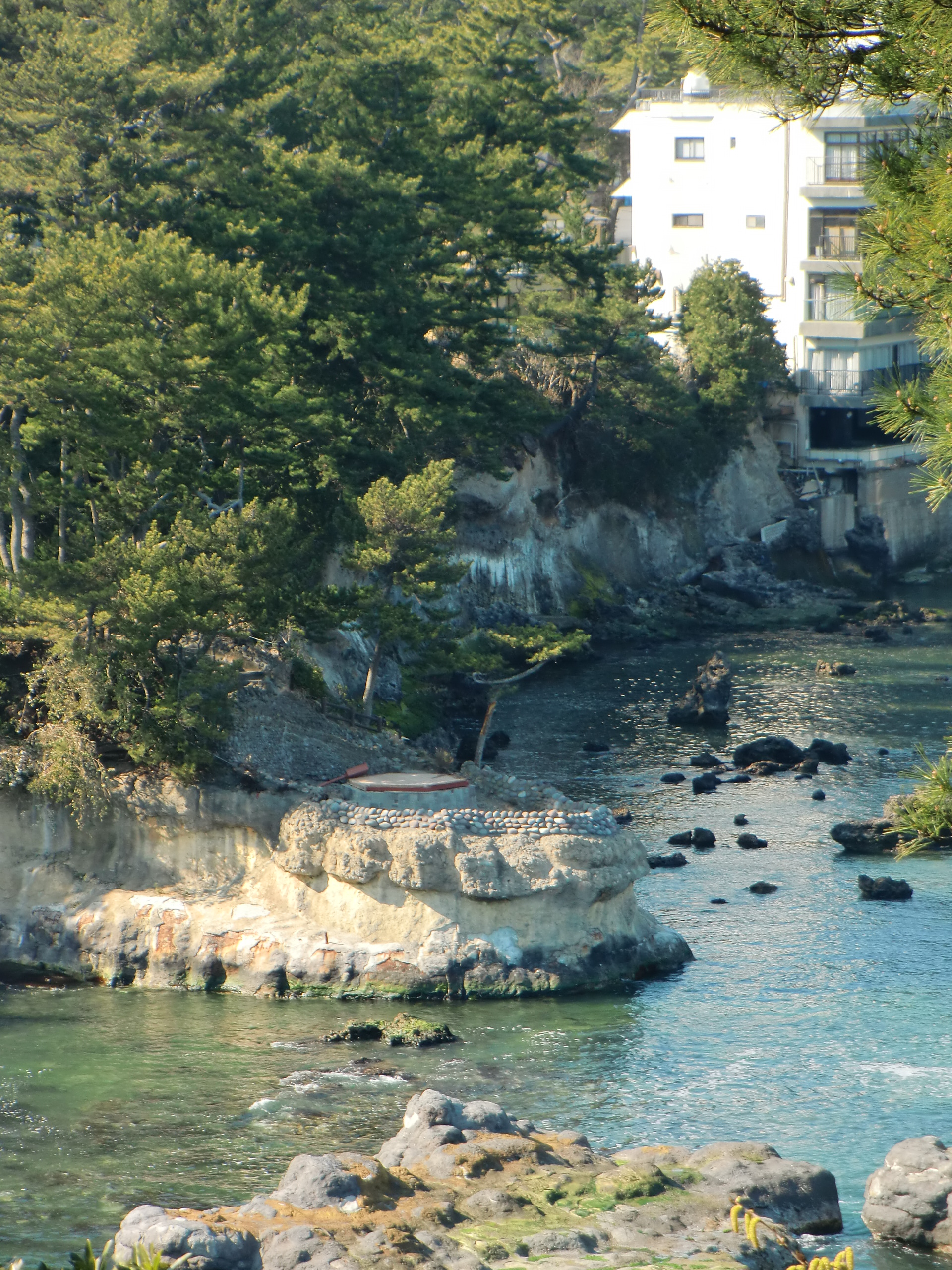
津波後の六角堂跡地

2011年（平成23年）3月11日、六角堂は東日本大震災に伴い発生した津波の直撃を受け、土台を残して流失した。同日、来訪者の避難誘導を終えた管理人は、六角堂の一部と思しき物体が海に浮かんでいるのを目撃し、3月13日には北茨城市災害対策本部が六角堂の滅失を確認した。管理者の茨城大学は当初、文化財としての復旧を目指したが、原点に戻るため創建当時の出窓や炉の付いた形にすることとなった。4月18日、茨城大学は海底を調査し、流された六角堂の建材を回収して復元することを表明した。4月28日付けの茨城新聞の報道によると、その時点で5月から六角堂の流失物の海中捜索を行い、8月までに流失物の引き揚げを完了し、残されている図面や関係者の証言等から元の形を復元し、遅くとも2011年度のうちに完成させる計画であった。
2011年（平成23年）5月、茨城大学は「岡倉天心記念六角堂等復興基金」を創設、六角堂再建のための寄付を呼びかけた。6月6日には福島県いわき市の潜水業者の協力で引き揚げに向けた下調べが行われ、六角堂跡地から約10 m沖に瓦が沈んでいるのが確認された。その後も4回に及ぶ継続した捜索・引き揚げが行われたが、明治時代の宝珠や水晶、昭和時代に葺き替えられた瓦は見つかったものの、木材は見つからず、六角堂全体を復元することは困難であることから、登録有形文化財としての再建を断念、新築することになった。茨城大学は7月に文化庁へ文化財の遺失を届け出、登録有形文化財の登録は2012年2月7日に抹消された。
2011年（平成23年）11月21日、六角堂再建の起工式が六角堂跡地にて挙行された。式には茨城大学、北茨城市、茨城県教育委員会、茨城県建築士会等から関係者約20人が出席、この席で茨城大学学長の池田幸雄は「東日本大震災からの復興の象徴にしたい」と語った。
2012年（平成24年）1月21日から水戸市千波町にある「桜田門外ノ変オープンロケセット展示館」にて「天心・六角堂復興パネル展」が始まった。パネル展では、六角堂再建の際に寸法等の参考とするために日立市の宮大工が製作した実寸大の六角堂模型や六角堂再建に関する解説パネルの展示が行われ、松村克弥の監督による記録映像『天心・六角堂復興プロジェクト』の前編（20分）も公開されている。また、1月21日の記者会見で茨城大学は、当初の計画であった六角堂の復興のみにとどまらず、日本美術院研究所や雪灯籠も含めた再建を行うことで五浦全体の復興に寄与する方針であることを明らかにした。3月27日に上棟式を挙行した。

### 再建後

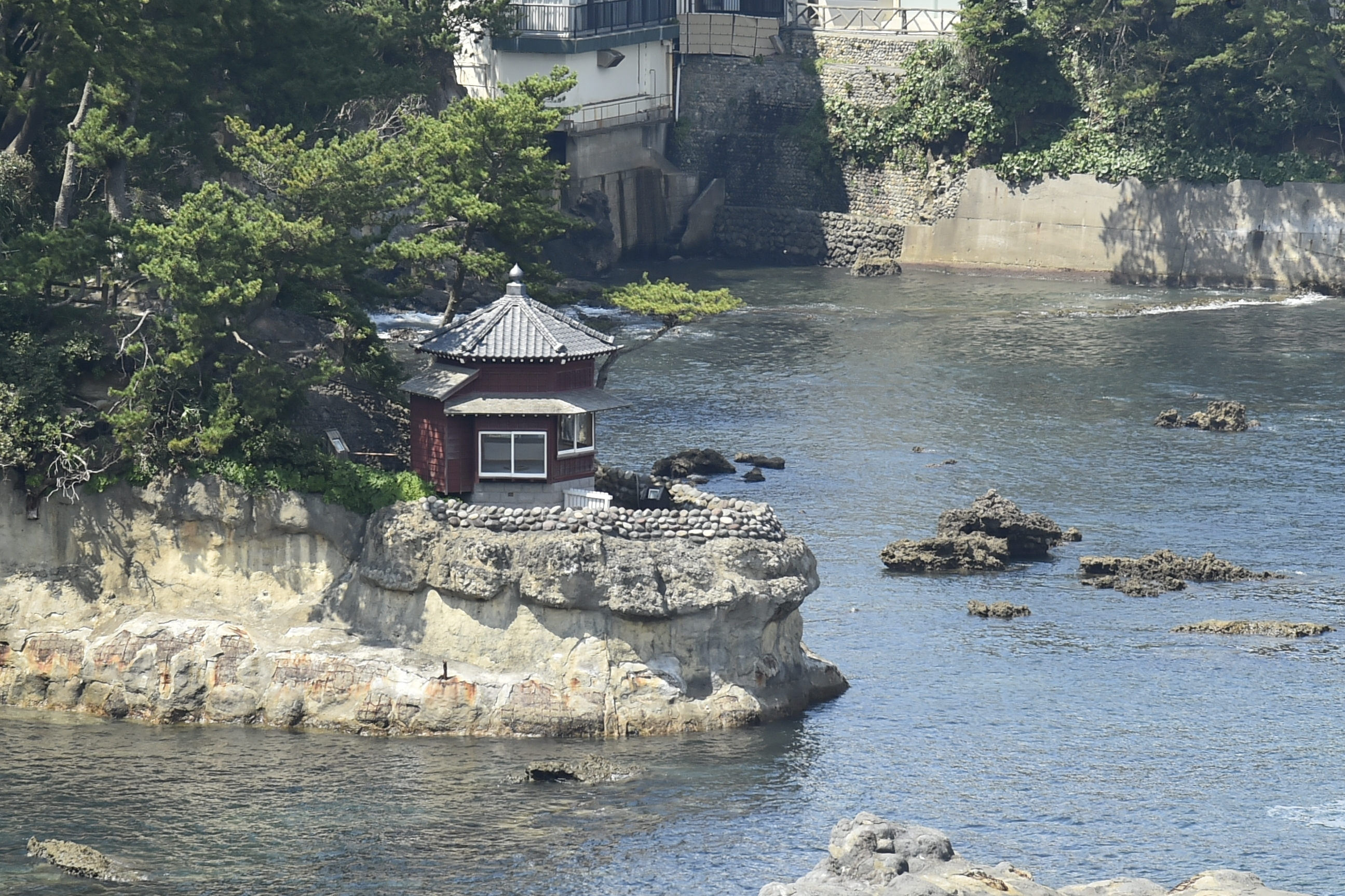
再建後の六角堂（2020年8月）

2012年（平成24年）4月17日、茨城大学美術文化研究所での神事の後、六角堂の完成式が挙行され、関係者ら約100名が出席した。岡倉天心が校長を務めた東京美術学校の後身の東京芸術大学からは学長の宮田亮平が出席、再建された六角堂を震災からの復興のシンボルとして、岩手県陸前高田市の高田松原で1本だけ残った奇跡の一本松と並び称した。なお、東京芸術大学は創建当時の宝珠の再現を担当した。工費4200万円のうち、3900万円が寄付金によって賄われた。
完成式後も一般公開に向けて、ベンガラの仕上げ塗りが進められた。4月26日にライトアップの点灯式が行われ、4月28日に雪見灯籠も再建した上で一般公開が始まった。同日から5月末日までは入場料が無料となる。6月1日以降は200円になると朝日新聞は報じたが、2013年5月時点での入場料は300円になっている。
2012年10月、「天心・六角堂復興プロジェクト」が同年度のグッドデザイン賞を受賞した。六角堂復元に留まらず、建設時の岡倉天心の精神まで汲み取ろうとした姿勢が震災の被災者への力となり、地域振興にも寄与したというのが授賞理由である。
六角堂を含む天心の屋敷地と五浦海岸は「岡倉天心旧宅・庭園及び大五浦・小五浦」の名称で2014年（平成26年）3月18日に登録記念物に登録された。茨城県では初めての登録記念物となった。
2016年に開催された「KENPOKU ART 2016 茨城県北芸術祭」では六角堂内に須田悦弘の『雑草』、旧天心邸庭にジャン・ワン（Zhan WANG）の『Artificial Rock No.109』が展示された。

## 岡倉天心記念六角堂等復興基金
東日本大震災からの復興のシンボルとしての六角堂などの再建・文化財の維持管理を目指して、茨城大学が創設した基金であり、地元の銀行である常陽銀行に口座を設置している。基金へ寄付すると、その寄付者の氏名が設置予定の復興記念館にプレートで掲げられる予定である。
基金の目標額は2億円で、2012年1月21日現在、約3500万円（約230件）が集まっている。

## 観光
文化財のみならず、観光地としても重要な存在である。特に茨城大学を訪れるインド人研究者は必ず、六角堂を訪問するという。観光者は入場料を払い、松林の坂道を下って六角堂に達し、ガラス越しに畳が敷かれただけの中を見て元来た道を戻る、という行動を取っている。ここから見える太平洋の潮流や奇岩怪礁を眺望した岡倉の人柄を人々は偲ぶのである。六角堂に至る坂道には鉄製の手すりが付けられているが、これは震災前には存在しないものであった。
北茨城市の象徴的な存在でもあり、市内のマンホールの蓋には六角堂をデザインしたものが存在する。

### 交通
日本美術院があった頃の五浦は、大津町中心部から車馬の通れない峠を徒歩で越えなければならず、不便な場所であった。その後、1997年に国道6号と五浦海岸を繋ぐ茨城県道354号五浦海岸線のうち、天心記念美術館までの区間の供用が開始され、さらに2007年には五浦海岸線が六角堂まで延長されたことにより、アクセスは向上した。
- JR常磐線大津港駅より
  - 北茨城市巡回バス（コミュニティバス）乗車、「五浦」下車、すぐ。（ただし土曜日、日曜日、祝日、年末年始〈12月29日 - 1月3日〉は運休[74]）
  - タクシーで約5分[63]。
- 常磐自動車道北茨城ICまたはいわき勿来ICより自動車で約15分[63]。六角堂および茨城大学五浦美術文化研究所には駐車場はないが、道路を挟んで斜め向かいに北茨城市営の無料駐車場がある[70]。